# Natura morta (Chagall 1911)
Natura morta è un dipinto a olio su tela (63x78 cm) realizzato nel 1911 dal pittore Marc Chagall.
È conservato nel Tochigi Prefectural Museum of fine Arts di Utsunomiya.